# Pedro Nolasco de Medio
Pedro Nolasco de Medio (Tresali, Asturias, 31 de enero de 1856-Oviedo, Asturias, 19 de junio de 1928) fue un sacerdote, fraile dominico, filólogo, físico y teólogo español. Escribió una de las primeras gramáticas —y un diccionario— de la lengua ibanag. Destacó en el campo de las ciencias naturales. 

## Biografía
Nació en Tresali (Asturias) en 1856. Ingresó en la Orden de Predicadores en el convento de Ocaña en 1871, tomando el hábito ese mismo año y haciendo la profesión solemne el 2 de octubre de 1872. En Ocaña cursó sus estudios de Letras clásicas, Humanidades y Filosofía.
Fue enviado a Filipinas por sus superiores. Cursó sus estudios de Teología en la Universidad de Santo Tomás de Manila. Fue ordenado sacerdote el 8 de marzo de 1879. Un año después fue enviado como misionero a la región de Cagayán, donde permanecerá diez años. De 1880 a 1881 estuvo en Gattaran, y de 1881 a 1890 estuvo en Malaneg. Su prolongada estancia entre los nativos le permitió conocer a la perfección su lengua (ibanag), de la que escribió una gramática y un diccionario. En 1890 regresó a Manila para ejercer como profesor en el colegio de Santo Tomás, cargo que desempeñará hasta 1900.
Durante su vida académica se especializó en física y matemáticas, publicando libros y artículos en revistas especializadas sobre estas materias. Se consagró como científico con su obra Teorías cosmogónicas según la ciencia moderna (1908) —en algunas ediciones aparece con el título Cuestiones cosmogónicas—, al que siguieron otras de la misma temática científica.
En 1900 regresó a España para ocupar una cátedra de Teología en el convento de San Esteban de Salamanca, que regentará hasta 1914. Ese año es enviado al convento de Oviedo, donde falleció el 19 de junio de 1928. Su etapa ovetense fue muy fructífera, escribiendo y publicando obras de gran valor: Relatividad y energía: espacio y tiempo (1923), Las visiones ante el Cristo de Limpias (1923) y Sensación y materia (1927).
Fue uno de los dominicos españoles —nacidos en la segunda mitad del siglo XIX o a principios del siglo XX— que se especializaron en el campo de las ciencias naturales, junto con Aniceto Fernández Alonso, Juan González Arintero, y el beato Luis Urbano Lanaspa, en el campo de la física, y Manuel Barbado Viejo, en el campo de la psicología experimental. El cardenal Ceferino González, también había realizado incursiones en el campo de las ciencias naturales.   

## Obras

### Libros:
- Agguiguiammuan tac cagui gasila o Gramática ibanag-castellana (Establecimiento Tipográfico del Colegio de Sto. Tomás, Manila, 1890).
- Diccionario de la lengua ibanag (Manila).
- Teorías cosmogónicas según la ciencia moderna (Imprenta de Calatrava, Salamanca, 1908).
- Relatividad y energía: espacio y tiempo (Establecimiento Tipográfico “La Cruz”, Oviedo, 1923).
- Las visiones ante el Cristo de Limpias (Establecimiento Tipográfico “La Cruz”, Oviedo, 1923).
- Sensación y materia (Tipografía de Flórez, Oviedo, 1927).

#### Discursos:
- El naturalismo racionalista como síntoma opuesto a la Revelación, esencialmente irracional y anticientífico (Colegio de Santo Tomás, Manila, 1896). Discurso leído en la apertura de curso de la Universidad de Manila.

### Artículos:
- "Evolucionismo y transformismo según la ciencia", en: La Ciencia Tomista 16 (1917) 65-70, 361-377.
- "Evolucionismo y transformismo según la ciencia", en: La Ciencia Tomista 17 (1918) 158-166, 282-289.
- "Evolucionismo y transformismo según la ciencia", en: La Ciencia Tomista 18 (1918) 291-297.
- "Evolucionismo y transformismo según la ciencia", en: La Ciencia Tomista 19 (1919) 283-290.
- "Evolucionismo y transformismo según la ciencia", en: La Ciencia Tomista 20 (1919) 172-178.
- "Evolucionismo y transformismo según la ciencia", en: La Ciencia Tomista 21 (1920) 318-324.
- "Evolucionismo y transformismo según la ciencia", en: La Ciencia Tomista 22 (1920) 306-312.

### Boletines:
- "Boletín de Teología moral", en: La Ciencia Tomista 4 (1912) 244-268.